# Giorgi Goepalov
Giorgi Stepanovitsj Goepalov (Georgisch: გეორგი სტეპანოვიჩი გუპალოვი; Russisch: Георгий Степанович Гупалов) (Psjaveli, Telavi, 20 februari 1922 - 8 september 1989) is een voormalig basketbalspeler, die speelde voor verschillende teams in de Sovjet-Unie.

## Carrière
Goepalov begon zijn loopbaan bij DO Tbilisi. Hierna verhuisde hij naar Moskou om te gaan spelen voor VVS MVO Moskou en CDKA Moskou. In 1946 won Goepalov met CDKA Moskou het landskampioenschap van de Sovjet-Unie. In 1952 won hij het landskampioenschap met VVS MVO Moskou.
Goepalov vocht mee in de Tweede Wereldoorlog. Hij kreeg de onderscheiding Orde van de Vaderlandse Oorlog 2de klasse.

## Erelijst
- Landskampioen Sovjet-Unie: 2
  - Winnaar: 1946, 1952